# Хафса-султанија (ћерка Селима I)
Хафса-султанија је била ћерка Селима I и Ајше Хафсе султаније.

## Биографија
Именована је у част своје мајке, чије је била прво дете. Неки је називају и Хафизе. Први пут ју је деда султан Бајазит удао 1507. године за Искендер-пашу. 
Искендер-паша је био најпре најјачи савезник Хафсиног оца Селима док је још био принц. Када је Искендер-паша склопио брак са Хафсом-султанијом, био је бостанџибаши. Пред крај владавине султана Бајазита је постао Капудан-паша. Искендер-паша је као капудан-паша радио против принца Ахмета, Селимовог полубрата и главног противника за престо, тако да Ахмед не може да пређе Босфор и заузме престо. Према причама, када је султан Селим хтео по други пут да крене на Шаха Исмаила након битке код Чалдирана, одседао је привремено у Амасији. Међутим, јањичари који нису желели други ирански поход, побунили су се провокацијама неких државних званичника. Селим је хтео да сазна ко је изазвао јањичаре, и отворио је детаљну истрагу. Као резултат истраге, откривено је да је један од подстрекача Искендер-паша, којег је султан одмах погубио. Речено је да кад се Селим вратио у престоницу, лично је саопштио ову чињеницу својој кћери Хафси.
Други брак је склопила 1517. године са везиром Чобан Мустафа-пашом, који је био ожењен њеном тетком Хумашах. Након смрти Мустафа-паше, није познато да ли је била преудата.
Хафса је умрла 10. јула 1538. године. Сахрањена је у џамији свог оца, гдје је поред ње касније 1543. године сахрањена њена рођена сестра Хатиџе.